# Фінікс — Скай-Гарбор
Міжнародний аеропорт Фінікс - Скай-Гарбор (IATA: PHX, ICAO: KPHX, FAA ідент. місц.: PHX) є цивільно-військовим громадським аеропортом. Розташований на відстані 4,8 км на південний схід від центру міста Фінікс, округ Марікопа, штат Аризона, США. Це найбільший і найзавантаженыший аеропорт Аризони.
В 2017 році PHX обслугував 43 921 670 пасажирів, що робить його сорок першим найзавантаженішим аеропортом у світі за пасажирообігом. Він обслуговує понад 1200 літаків на день, 120 000 пасажирів та понад 800 тон вантажу. Записи Федерального управління цивільної авіації (FAA) показує, що в аеропорту відбулися 21 185 440 комерційних пасажирських посадок за календарний 2017 рік та 20 896 655 в 2016 році.
Аеропорт є шостим за величиною хабом для American Airlines, з понад 300 щоденними перельотами у 91 напрямках в 4 країнах. За даними опитування у грудні 2017 року (близько 20 мільйонів пасажирів), American Airlines користується майже 46% від усіх пасажирів PHX. Аеропорт також є одним з найбільших хабів для Southwest Airlines, з 188 щоденними вильотами до 53 міст США.

## Обладнання

### Злітно-посадкові смуги
PHX охоплює площу 1400 га на висоті 346 м над рівнем моря. Аеропорт має три паралельних бетонно-канавних злітно-посадкових смуги:
- Злітно-посадкова смуга 8/26 розміром 3,502 м × 46 м
- Злітно-посадкова смуга 7L/25R розміром 3,139 м × 46 м
- Злітно-посадкова смуга 7R/25L розміром 2,377 м × 46 м

Всі три злітно-посадкові смуги мають змогу обслуговувати літаки з масою більшою за 408 233 кг.

### Вежа ATC
Діюча станція управління повітряним рухом на висоті 99 м над аеропортом розпочала свою діяльність 14 січня 2007 р. Вежа розташована на схід від гаража терміналу 3. Це четверта контрольна вежа Скай-Гарбору і є однією з найвищих контрольних веж у Північній Америці.[джерело?]

## Авіалінії та напрямки на листопад 2018
British Airways обслуговує безпересадкові авіарейси до Лондон-Хітроу, а також єдині пасажирські рейси на літаку Boeing 747 до аеропорту. Condor Airlines почала обслуговувати Франкфурт-на-Майні з Фінікса 18 травня 2018 року. Компанія American Airlines розпочне сезонне безпересадкове обслуговування в Лондон-Хітроу, використовуючи Boeing 777 починаючи з березня 2019 року. Lufthansa виконувала ще один трансатлантичний рейс до Франкфурта-на-Майні багато років тому, а America West колись обслуговувала транзит-тихоокеанські рейси Boeing 747 нао Гаваїв та в Японію, але обслуговування цього перельоту вже завершилися. Проте кілька авіакомпаній пропонують безпересадкове обслуговування рейсів до поза континентальних штатів: на Гаваї та в Коста-Рику,до міст Мексики та Канади, а також на Аляску.
Хоча Фінікс є одним із найзавантаженіших аеропортів у світі, відсутність міжнародних напрямків ініціювала Програму маркетингу авіаційних послуг. Департамент авіації пропонує міжнародну програму розвитку авіаперевезень для заохочення нових повітряних перевезень між PHX та кваліфікованими, незайманими міжнародними напрямками. Авіакомпанії, які запускають нові авіарейси на кваліфіковані, незаймані міжнародні напрямки протягом програмного періоду, матимуть право на відшкодування збитків від маркетингу та відмову від плати за посадку. Пропонована програма відкрита для всіх авіакомпаній. Щоб отримати право на отримання коштів, авіакомпанія повинна щонайменше три роки проводити щонайменше три нові регулярні перельоти. Нагороджується до 1 мільйона доларів, залежно від частоти та призначення. Як і міжконтинентальні маршрути, вони будуть фінансувати авіакомпанії, які збільшують або створюють нові рейси до північноамериканських напрямків, таких як Мехіко, Торонто та Бостон тощо.
Програма почала окупатися, коли 22 червня 2017 р. Condor оголосив про початок обслуговування рейсу на маршрут з Фінікса до Франкфурта протягом 2018 р., Що означатиме відновлення рейсів німецької авіакомпанії до Скай-Гарбору.

### Пасажирські
| Авіакомпанія         | Пункт призначення | Джерела |
| -------------------- | --- | ------- |
| Air Canada           | Сезонний: Калгарі, Ванкувер | [ 4 ]   |
| Air Canada Express   | Сезонний: Калгарі, Ванкувер | [ 4 ]   |
| Air Canada Rouge     | Торонто-Пірсон Сезонний: Монреаль-Трюдо | [ 4 ]   |
| Alaska Airlines      | Портленд (Орегон), Сіетл-Такома Сезонний: Анкоридж, Сан-Франциско | [ 5 ]   |
| American Airlines    | Атланта, Остін, Балтимор, Бойсе, Бостон, Канкун, Шарлотт, Чикаго-О'Хара, Колумбус-Гленн, Даллас-Форт-Верт, Денвер, Де-Мон, Детройт, Фресно, Гонолулу, Індіанаполіс, Кагулуї, Кайла-Кона, Канзас-Сіті, Лас-Вегас, Ліхуе, Лос-Анджелес, Масалтан, Мехіко, Маямі, Мілвокі, Міннеаполіс-Сент-Пол, Нью-Йорк-Кеннеді, Ньюарк, Окленд, Омаха, Онтаріо, Округ Орендж, Орландо, Філадельфія, Піттсбург, Портленд (Орегон), Пуерто-Валларта, Ріно-Тахо, Сакраменто, Солт-Лейк-Сіті, Сан-Антоніо, Сан-Дієго, Сан-Франциско, Сан-Хосе (Каліфорнія), Сан-Хосе-дель-Кабо, Сіетл-Такома, Спокейн, Сент-Луїс, Тампа, Таксон, Ванкувер, Вашингтон-Національний Сезонний: Анкоридж, Гранд-Репідс (починається 19 грудня 2018), Ікстапа-Сіхуатанехо, Джексон-Гол, Лондон-Хітроу (починається 31 березня 2019), Сан-Хосе-де-Коста-Рика | [ 8 ]   |
| American Eagle       | Амарильйо, Альбукерке, Бейкерсфілд, Бойсе, Бербанк, Дуранго (Коннектикут), Юджин, Ель-Пасо, Флегстаф, Фресно, Гранд-Джанкшн (Колорадо), Гвадалахара, Хермосильйо, Х'юстон-Інтерконтінентал, Канзас-Сіті, Лонг-Біч, Лос-Анджелес, Лаббок, Медфорд, Мемфіс, Мідленд-Одесса, Монтерей, Окленд, Оклахома-Сіті, Онтаріо, Палм-Спрінгс, Редмонд-Бенд, Росвелл, Сакраменто, Солт-Лейк-Сіті, Сан-Лус-Обіспо, Санта-Барбара, Санта-Фе, Санта-Роза, Сью-Фоллс, Сент-Джодж (Юта), Таксон, Юма Сезонний: Аспен, Ігл-Вейл, Едмонтон, Ікстапа-Сіхуатанехо, Медісон (починається 6 червня 2019), Мансанільйо, Масалтан, Монро | [ 8 ]   |
| Boutique Air         | Кортес, Шоу-Лоу, Сільвер-Сіті | [ 9 ]   |
| British Airways      | Лондон-Хітроу | [ 10 ]  |
| Condor               | Сезонний: Франкфурт-на-Майні | [ 11 ]  |
| Contour Airlines     | Пейдж | [ 12 ]  |
| Delta Air Lines      | Атланта, Детройт, Лос-Анджелес, Міннеаполіс-Сент-Пол, Нью-Йорк-Кеннеді, Солт-Лейк-Сіті, Сіетл-Такома Сезонний: Цинциннаті | [ 13 ]  |
| Delta Connection     | Лос-Анджелес, Солт-Лейк-Сіті, Сіетл-Такома | [ 13 ]  |
| Frontier Airlines    | Остін, Чикаго-О'Хара, Клівленд, Колорадо-Спрінгс, Денвер, Сан-Антоніо Сезонний: Цинциннаті, Де-Мон, Форт-Маєрс, Гранд-Репідс, Медісон, Мілвокі, Норфолr, Ралей-Дурхам | [ 15 ]  |
| Hawaiian Airlines    | Гонолулу | [ 16 ]  |
| JetBlue Airways      | Бостон, Форт-Лодердейл (починається 14 лютого 2019), Нью-Йорк-Кеннеді | [ 18 ]  |
| Southwest Airlines   | Альбукерке, Атланта, Остін, Балтимор, Бойсе, Буффало, Бербанк, Чикаго-Мідвей, Клівленд, Колумбус-Гленн, Далас-Лав, Денвер, Детройт, Ель-Пасо, Форт-Лодердейл, Х'юстон-Хоббі, Індіанаполіс, Канзас-Сіті, Лас-Вегас, Лос-Анджелес, Луїсвілл, Мілвокі, Міннеаполіс-Сент-Пол, Нашвілл, Новий Орлеан, Ньюарк, Окленд, Оклахома-Сіті, Омаха, Онтаріо, Округ Орендж, Орландо, Філадельфія, Піттсбург, Портленд (Орегон), Ралей-Дурхам, Ріно-Тахо, Сакраменто, Солт-Лейк-Сіті, Сан-Антоніо, Сан-Дієго, Сан-Франциско, Сан-Хосе (Каліфорнія), Сіетл-Такома, Спокейн, Сент-Луїс, Тампа, Талса, Вічита Сезонний: Цинциннаті, Де-Мон, Літтл-Рок, Нью-Йорк-Ла-Гуардія | [ 19 ]  |
| Spirit Airlines      | Даллас-Форт-Верт Сезонний: Чикаго-О'Хара, Міннеаполіс-Сент-Пол | [ 20 ]  |
| Sun Country Airlines | Міннеаполіс-Сент-Пол Сезонний: Портленд (Орегон) | [ 21 ]  |
| United Airlines      | Чикаго-О'Хара, Денвер, Х'юстон-Інтерконтінентал, Ньюарк, Сан-Франциско, Вашингтон-Даллес Сезонний Лос-Анджелес | [ 22 ]  |
| United Express       | Денвер, Лос-Анджелес, Сан-Франциско Сезонний: Х'юстон-Інтерконтінентал | [ 22 ]  |
| Volaris              | Кульякан, Гвадалахара | [ 23 ]  |
| WestJet              | Калгарі Сезонний: Едмонтон, Келовна, Регіна, Саскатун, Торонто-Пірсон, Ванкувер, Вінніпег | [ 24 ]  |

### Вантажні
| Авіакомпанія  | Пункт призначення                                                                       | Джерела       |
| ------------- | --------------------------------------------------------------------------------------- | ------------- |
| Amazon Air    | Цинциннаті                                                                              | [ 25 ]        |
| DHL Aviation  | Цинциннаті, Лос-Анджелес, Ріно-Тахо, Сан-Дієго                                          | [ 26 ] [ 27 ] |
| FedEx Express | Даллас-Форт-Верт, Індіанаполіс, Лос-Анджелес, Лаббок, Мемфіс, Окленд, Портленд (Орегон) | [джерело?]    |
| FedEx Express | Біллінгс, Флегстаф, Лейк-Гавасу-Сіті, Юма                                               | [джерело?]    |
| UPS Airlines  | Альбукерке, Гонолулу, Луїсвілл, Онтаріо, Портленд (Орегон)                              | [джерело?]    |

## Статистика

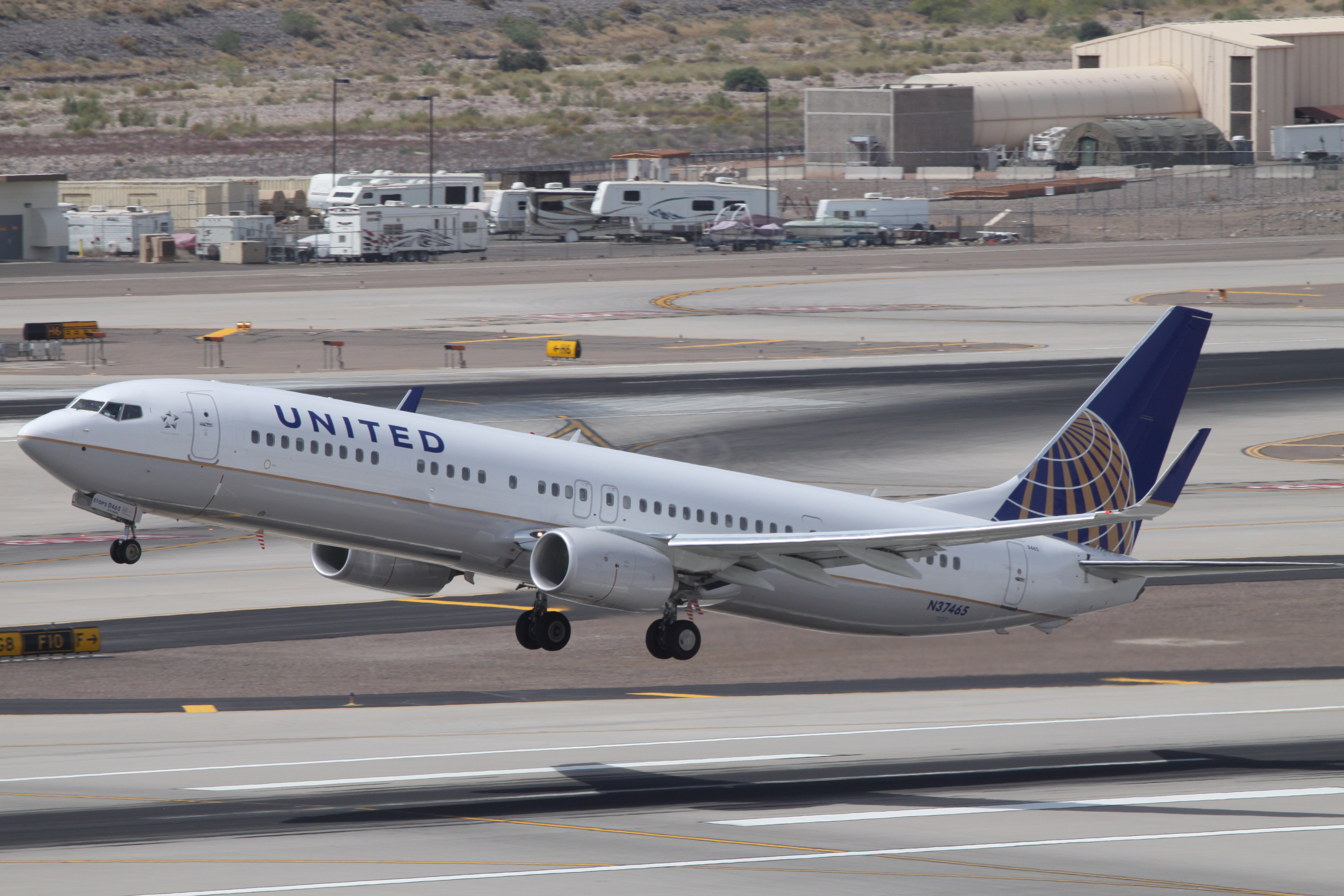
A United Airlines Boeing 737—900 departing Sky Harbor.

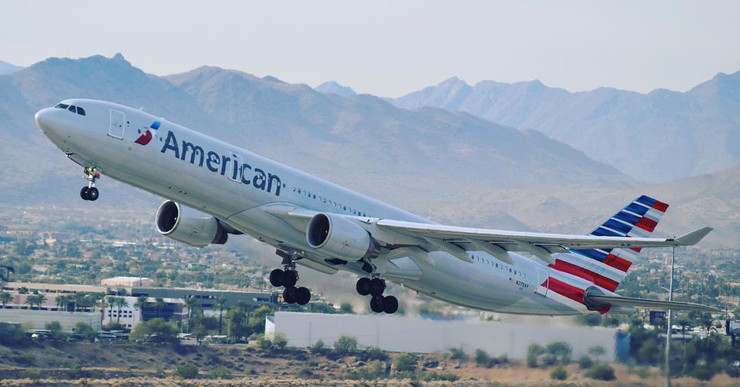
An American Airlines A330 departing for Charlotte

### Найпопулярніші пункти призначення
| Місце | Аеропорт                          | Пасажири  | Перевізники                                     |
| ----- | --------------------------------- | --------- | ----------------------------------------------- |
| 1     | Денвер, Колорадо                  | 1,027,260 | American, Frontier, Southwest, Spirit, United   |
| 2     | Лос-Анджелес, Каліфорнія          | 855,280   | American, Delta, Southwest, United              |
| 3     | Чикаго-О'Хара, Іллінойс           | 819,410   | American, Frontier, Spirit, United              |
| 4     | Сіетл — Такома, Вашингтон         | 787,880   | Alaska, American, Delta, Frontier, Southwest    |
| 5     | Даллас — Форт-Верт, Техас         | 654,590   | American, Spirit                                |
| 6     | Міннеаполіс — Сент-Пол, Міннесота | 654,130   | American, Delta, Southwest, Spirit, Sun Country |
| 7     | Сан-Дієго, Каліфорнія             | 630,080   | American, Southwest                             |
| 8     | Лас-Вегас, Невада                 | 625,640   | American, Southwest                             |
| 9     | Сан-Франциско, Каліфорнія         | 555,080   | Alaska, American, Frontier, Southwest, United   |
| 10    | Солт-Лейк-Сіті, Юта               | 551,160   | American, Delta, Southwest                      |

| Rank | City                           | Пасажири (2017) | Пасажири (2016) | Перевізник(и)                 | Зміна %  |
| ---- | ------------------------------ | --------------- | --------------- | ----------------------------- | -------- |
| 1    | Сан-Хосе-дель-Кабо, Мексика    | 286,513         | 284,507         | American                      | ▲00.71   |
| 2    | Калгарі, Канада                | 254,473         | 259,724         | Air Canada, WestJet           | ▼02.02   |
| 3    | Ванкувер, Канада               | 253,170         | 242,625         | Air Canada, American, WestJet | ▲04.35   |
| 4    | Лондон-Хітроу, Велика Британія | 214,159         | 211,772         | British Airways               | ▲01.13   |
| 5    | Торонто-Пірсон, Канада         | 196,605         | 195,713         | Air Canada, WestJet           | ▲00.46   |
| 6    | Пуерто-Валларта, Мексика       | 161,839         | 137,432         | American                      | ▲017.76  |
| 7    | Канкун, Мексика                | 150,222         | 148,161         | American                      | ▲01.39   |
| 8    | Едмонтон, Канада               | 110,710         | 111,193         | American, WestJet             | ▼00.43   |
| 9    | Гвадалахара, Мексика           | 109,901         | 131,335         | American, Volaris             | ▼016.32  |
| 10   | Мехіко, Мексика                | 86,694          | 105,924         | American                      | ▼018.15  |
| 11   | Масатлан, Мексика              | 63,551          | 62,399          | American                      | ▲01.85   |
| 12   | Ермосілло, Мексика             | 34,529          | 31,833          | American                      | ▲08.47   |
| 13   | Вінніпег, Канада               | 31,608          | 26,438          | WestJet                       | ▲019.56  |
| 14   | Саскатун, Канада               | 21,024          | 17,457          | WestJet                       | ▲020.43  |
| 15   | Сан-Хосе, Коста-Рика           | 21,001          | 21,141          | American                      | ▼00.66   |
| 16   | Регіна, Канада                 | 20,062          | 20,612          | WestJet                       | ▼02.67   |
| 17   | Кульякан, Мексика              | 13,356          | 12,931          | Volaris                       | ▲03.29   |
| 18   | Ікстапа — Сіуатанехо, Мексика  | 11,557          | 12,557          | American                      | ▼07.96   |
| 19   | Келовна, Канада                | 10,781          | 9,237           | WestJet                       | ▲016.72  |
| 20   | Мансанілло, Мексика            | 1,560           | 1,166           | American                      | ▲033.79  |
| 21   | Вікторія, Канада               | 0               | 3,348           | WestJet                       | ▼0100.00 |
| 22   | Франкфурт, Німеччина           | N/A             | N/A             | Condor                        | N/A      |
| 23   | Монреаль, Канада               | N/A             | N/A             | Air Canada                    | N/A      |

### Щорічний трафік
Див. джерело запитів Вікіданих та джерела.
| Рік  | Пасажири  |  | Рік  | Пасажири   |  | Рік  | Пасажири   |  | Рік  | Пасажири   |
| ---- | --------- |  | ---- | ---------- |  | ---- | ---------- |  | ---- | ---------- |
| 1951 | 240,786   |  | 1971 | 3,000,707  |  | 1991 | 22,140,437 |  | 2011 | 40,592,295 |
| 1952 | 296,066   |  | 1972 | 3,365,122  |  | 1992 | 22,118,399 |  | 2012 | 40,448,932 |
| 1953 | 325,311   |  | 1973 | 3,776,725  |  | 1993 | 23,621,781 |  | 2013 | 40,341,614 |
| 1954 | 365,545   |  | 1974 | 3,962,988  |  | 1994 | 25,626,132 |  | 2014 | 42,134,662 |
| 1955 | 442,587   |  | 1975 | 3,964,942  |  | 1995 | 27,856,195 |  | 2015 | 44,006,206 |
| 1956 | 495,268   |  | 1976 | 4,414,625  |  | 1996 | 30,411,852 |  | 2016 | 43,383,528 |
| 1957 | 581,087   |  | 1977 | 4,984,653  |  | 1997 | 30,677,210 |  | 2017 | 43,921,670 |
| 1958 | 658,889   |  | 1978 | 5,931,860  |  | 1998 | 31,769,113 |  |      |            |
| 1959 | 783,115   |  | 1979 | 7,021,985  |  | 1999 | 33,554,407 |  |      |            |
| 1960 | 857,318   |  | 1980 | 6,585,854  |  | 2000 | 36,044,281 |  |      |            |
| 1961 | 920,096   |  | 1981 | 6,641,750  |  | 2001 | 35,437,051 |  |      |            |
| 1962 | 1,090,953 |  | 1982 | 7,491,516  |  | 2002 | 35,547,432 |  |      |            |
| 1963 | 1,247,684 |  | 1983 | 8,605,408  |  | 2003 | 37,423,502 |  |      |            |
| 1964 | 1,411,912 |  | 1984 | 10,801,658 |  | 2004 | 39,504,323 |  |      |            |
| 1965 | 1,594,895 |  | 1985 | 13,422,764 |  | 2005 | 41,204,071 |  |      |            |
| 1966 | 1,943,336 |  | 1986 | 15,556,994 |  | 2006 | 41,436,498 |  |      |            |
| 1967 | 2,236,637 |  | 1987 | 17,723,046 |  | 2007 | 42,184,515 |  |      |            |
| 1968 | 2,515,326 |  | 1988 | 19,178,100 |  | 2008 | 39,891,193 |  |      |            |
| 1969 | 2,795,212 |  | 1989 | 20,714,059 |  | 2009 | 37,824,982 |  |      |            |
| 1970 | 2,871,958 |  | 1990 | 21,718,068 |  | 2010 | 38,554,530 |  |      |            |

### Частка авіакомпаній на ринку
| Місце | Авіакомпанія | Пасажири   | Частка  |
| ----- | ------------ | ---------- | ------- |
| 1     | American     | 20,349,937 | 46.33 % |
| 2     | Southwest    | 14,875,451 | 33.86 % |
| 3     | Delta        | 2,838,823  | 6.46 %  |
| 4     | United       | 2,322,188  | 5.28 %  |
| 5     | Frontier     | 893,346    | 2.03 %  |
| 6     | Alaska       | 830,305    | 1.89 %  |
| -     | Інші         | 1,881,620  | 4.28 %  |

## Лаунжі авіакомпаній
- Термінал 2:
  - United Airlines United Club
- Термінал 3:
  - Delta Air Lines Sky Club (відкриття наприкінці 2018 р. на новому південному конкорсі)
- Термінал 4:
  - American Airlines Admirals Club (3 місця - конкорсиА1, А2 і В1)
  - Клуб PHX, який використовувався як контрактний лаунж British Airways.